# Saison 2015 de l'équipe cycliste Color Code-Aquality Protect

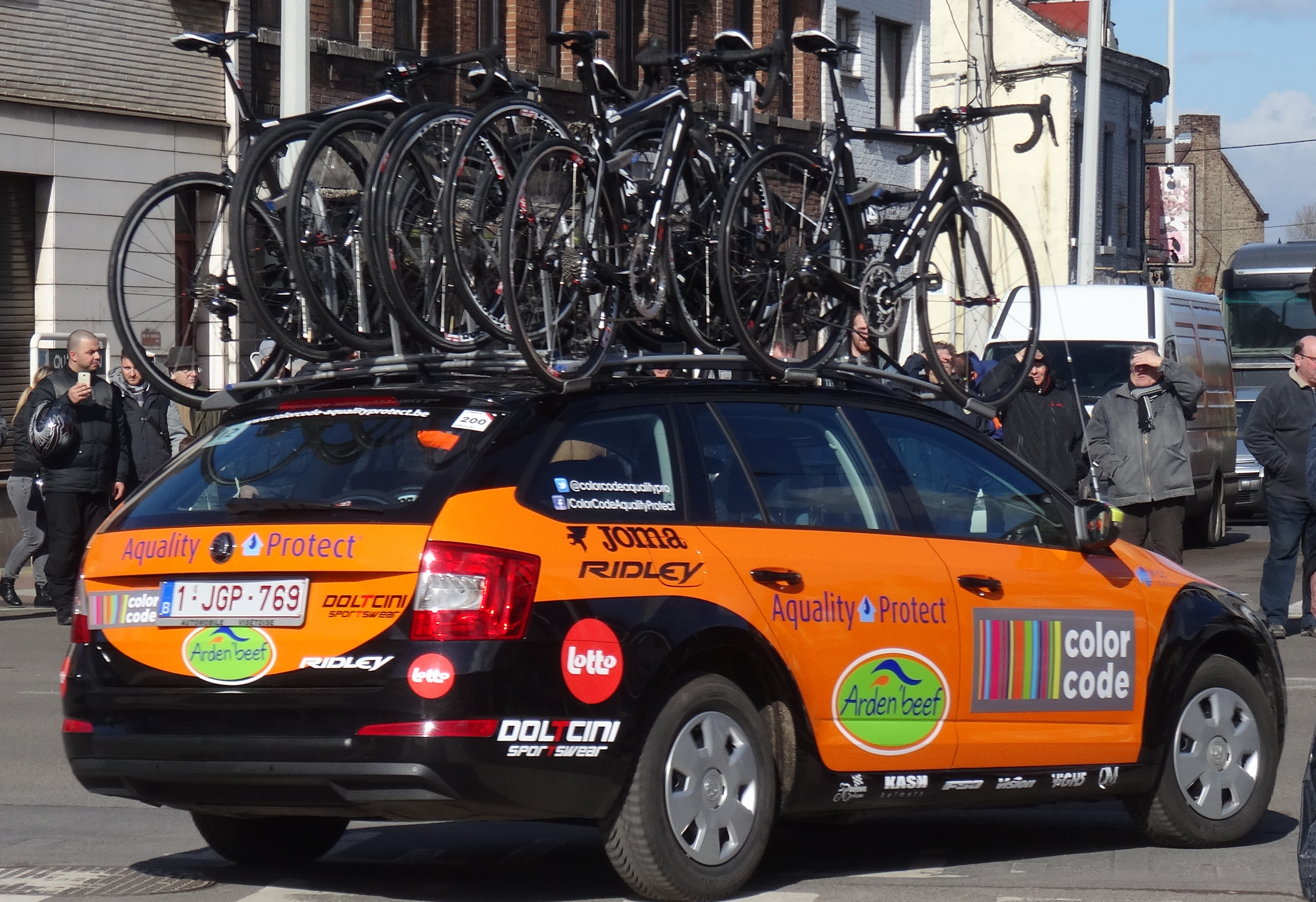
Une voiture de l'équipe lors du départ du Samyn 2015 à Quaregnon.

La saison 2015 de l'équipe cycliste Color Code-Aquality Protect est la quatrième de cette équipe.

## Préparation de la saison 2015

### Arrivées et départs
| Arrivées            | Équipe 2014                  |
| ------------------- | ---------------------------- |
| Charlie Arimont     | Young                        |
| Hugo De Winter      | Verandas Willems-CC Chevigny |
| Jimmy Duquennoy     | Ottignies-Perwez             |
| Loïc Hennaux        | RVC Peruwelz-Bury            |
| Antoine Loy         | RVC Peruwelz-Bury            |
| Martin Palm         | Veranda Willems-CC Chevigny  |
| Franklin Six        | Sprint 2000 Charleroi        |
| Lionel Taminiaux    | Verandas Willems-CC Chevigny |
| Anthony Vandrepotte | RVC Peruwelz-Bury            |

| Départs          | Équipe 2015                  |
| ---------------- | ---------------------------- |
| Robin Bleus      | Verandas Willems-CC Chevigny |
| Ludwig De Winter | Wallonie-Bruxelles           |
| Thomas Deruette  | Differdange-Losch            |
| Arnaud Geromboux | Retraite                     |
| Romain Hubert    | Verandas Willems-CC Chevigny |
| Jérôme Kerf      | Verandas Willems             |
| Antoine Leleu    | Veranclassic-Ekoï            |
| Gaëtan Pons      | Wallonie-Bruxelles           |
| Antoine Warnier  | Wallonie-Bruxelles           |
| Thomas Wertz     | Wallonie-Bruxelles           |

## Coureurs et encadrement technique

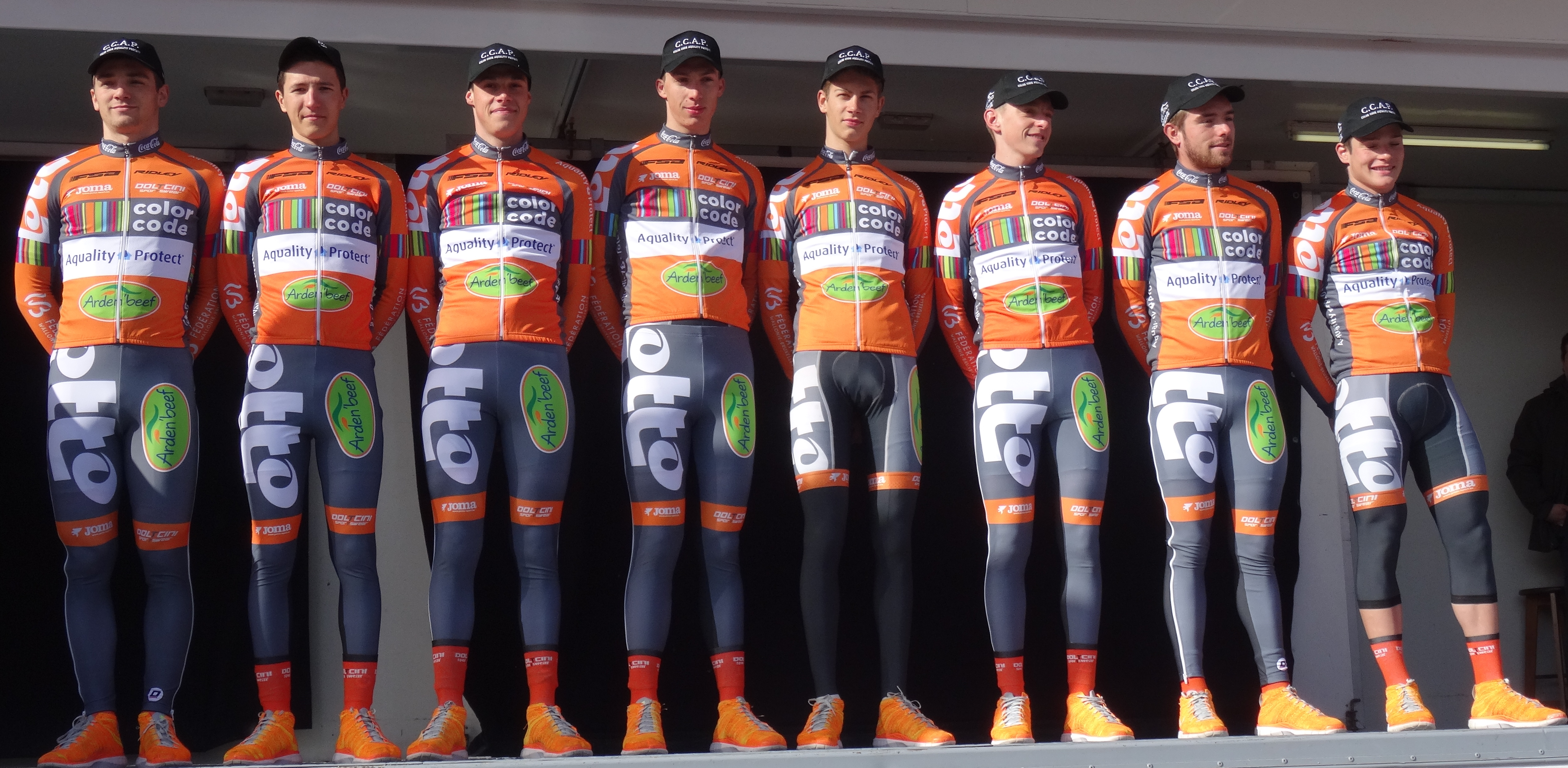
L'équipe lors du départ du Samyn 2015 à Quaregnon.

### Effectif
| Cycliste            | Date de naissance | Nationalité | Équipe 2014                  |  |
| ------------------- | ----------------- | ----------- | ---------------------------- |  |
| Charlie Arimont     | 3 juin 1996       | Belgique    | Young                        |  |
| Hugo De Winter      | 30 décembre 1996  | Belgique    | Verandas Willems-CC Chevigny |  |
| Florent Delfosse    | 28 août 1993      | Belgique    | Color Code-Biowanze          |  |
| Jimmy Duquennoy     | 9 juin 1995       | Belgique    | Ottignies-Perwez             |  |
| Tom Galle           | 13 septembre 1995 | Belgique    | Color Code-Biowanze          |  |
| Loïc Hennaux        | 12 février 1996   | Belgique    | RVC Peruwelz-Bury            |  |
| Julien Kaise        | 12 janvier 1995   | Belgique    | Color Code-Biowanze          |  |
| Antoine Loy         | 22 septembre 1996 | Belgique    | RVC Peruwelz-Bury            |  |
| Rémy Mertz          | 17 juillet 1995   | Belgique    | Color Code-Biowanze          |  |
| Martin Palm         | 14 juin 1996      | Belgique    | Verandas Willems-CC Chevigny |  |
| Maximilien Picoux   | 12 novembre 1995  | Belgique    | Color Code-Biowanze          |  |
| Ludovic Robeet      | 22 mai 1994       | Belgique    | Color Code-Biowanze          |  |
| Franklin Six        | 29 décembre 1996  | Belgique    | Sprint 2000 Charleroi        |  |
| Lionel Taminiaux    | 21 mai 1996       | Belgique    | Verandas Willems-CC Chevigny |  |
| Anthony Vandrepotte | 26 avril 1996     | Belgique    | RVC Peruwelz-Bury            |  |
| Stagiaire           | Date de naissance | Nationalité | Équipe 2015                  |  |
| Thomas Petit        | 7 novembre 1996   | Belgique    | Ottignies-Perwez             |  |

## Bilan de la saison

### Victoires
| Date       | Course                                  | Pays    | Classe | Vainqueur  |
| ---------- | --------------------------------------- | ------- | ------ | ---------- |
| 03/05/2015 | 5e étape de la Carpathian Couriers Race | Hongrie | 2.2U   | Rémy Mertz |